# D.J. Stephens
Dalenta Jameral „D. J.” Stephens (ur. 19 grudnia 1990 w Killeen) – amerykański koszykarz, występujący na pozycjach obrońcy oraz skrzydłowego, obecnie zawodnik Prometey Kamieńskie.
W 2013 reprezentował Dallas Mavericks oraz Miami Heat w letnich ligach NBA. Rok później rozegrał dwa spotkania przedsezonowe w barwach New Orleans Pelicans.
8 sierpnia 2016 został zawodnikiem Memphis Grizzlies.
8 października 2018 podpisał umowę z Memphis Grizzlies na występy zarówno w NBA, jak i zespole G-League – Memphis Hustle. 30 grudnia został zwolniony przez zespół z Tennessee po rozegraniu jednego spotkania w ich barwach.
3 lipca 2021 przedłużył umowę z ukraińskim Prometey Kamieńskie.

## Osiągnięcia
Stan na 4 lipca 2021, na podstawie, o ile nie zaznaczono inaczej.
NCAA
- 2-krotny mistrz turnieju C-USA (2011, 2012)
- Obrońca Roku C-USA (2013)
- Zaliczony do:
  - I składu:
    - defensywnego C-USA (2013)
    - turnieju C-USA (2013)

  - III składu All-C-USA (2013)
- Lider konferencji C-USA w:
  - blokach (2013)
  - skuteczności rzutów za 2 punkty (2013)
- Laureat Intersport Dunks of the Year (2012)

Drużynowe
- Mistrz:
  - Francji (2018)
  - Ukrainy (2017, 2021)
- Finalista Pucharu Liderów Francji (2018)

Indywidualne
- Najlepszy rezerwowy francuskiej ligi Pro-A (2018)
- Zaliczony do I składu ligi ukraińskiej (2021)
- Uczestnik meczu gwiazd francuskiej ligi LNB (2017/2018)
- Zwycięzca konkursu wsadów ligi francuskiej (2017, 2019)[8]
- Lider ligi greckiej w blokach (2014)